# Rue Michel-Peter
La rue Michel-Peter est une voie située dans le quartier de la Salpêtrière du 13e arrondissement de Paris.

## Situation et accès
La rue Michel-Peter est desservie par la ligne 7 à la station Les Gobelins.

## Origine du nom
Elle porte le nom du médecin Michel Peter (1824-1893), membre de l'Académie de médecine pratiquant à l'hôpital de la Salpêtrière proche.

## Historique
Cette voie, ouverte en 1883 sous le nom de « rue Ortolan », prend le nom en 1886 de « rue Antoine-Vramant », en souvenir de l'architecte qui l'a ouverte, avant de prendre sa dénomination actuelle le 2 août 1899.

## Bâtiments remarquables et lieux de mémoire
- No 4 : Théodore Vacquer, lors des fouilles effectuées à la fin du XIXe siècle, découvre les vestiges de la crypte de la collégiale Saint-Marcel. Il suggère que le tombeau du saint s’y trouve aussi[2].